# Горњи Хрушевец
Горњи Хрушевец је насељено место у општини Краварско, у Туропољу, Република Хрватска. До нове територијалне организације у Хрватској место је припадало бившој великој општини Велика Горица.

## Становништво
На попису становништва 2011. године, Горњи Хрушевец је имао 240 становника.

## Попис1991.
На попису становништва 1991. године, насељено место Горњи Хрушевец је имало 223 становника, следећег националног састава:
| Попис 1991.‍  | Попис 1991.‍  | Попис 1991.‍ | Попис 1991.‍ | Попис 1991.‍ |
| ------------ | ------------ | ----------- | ----------- | ----------- |
|              |              |             |             |             |
| Хрвати       | Хрвати       |             | 210         | 94,17%      |
| неопредељени | неопредељени |             | 7           | 3,13%       |
| непознато    | непознато    |             | 6           | 2,69%       |
| укупно: 223  |              |             |             |             |